# Heinrich Hoffmann (pisarz)
Heinrich Hoffmann (ur. 13 czerwca 1809 we Frankfurcie nad Menem; zm. 20 września 1894 tamże), pseudonimy: Reimerich Kinderlieb, Peter Struwwel) – niemiecki pisarz, ilustrator i psychiatra.

## Życiorys
Jego ojciec był architektem i miejskim radcą budowlanym. Hoffmann rozpoczął studia medyczne w Heidelbergu, gdzie należał do korporacji akademickiej Corps Alemannia Heidelberg, a zakończył w 1833 r. w Halle. Po pobycie w Paryżu otworzył w 1835 we Frankfurcie praktykę. W latach 1844–1851 wykładał anatomię w Instytucie Badawczym Senckenberg (Forschungsinstitut Senckenberg). W 1848 r. był deputowanym do Parlamentu Przygotowawczego we Frankfurcie. Od 1851 r. był dyrektorem miejskiego szpitala psychiatrycznego ("Anstalt für Irre und Epileptische") we Frankfurcie. Był pionierem psychiatrii dzieci i młodzieży.
Światową sławę przyniosła mu książka dla dzieci Der Struwwelpeter (pol. Staś Straszydło) (1844), którą ozdobił własnoręcznie wykonanymi ilustracjami. Zapewne w 1858 r. Hoffmann opracował nową wersję ze zmienionymi ilustracjami, na której bazują wszystkie następne wydania książki.

## Dzieła
- Das Breviarium der Ehe, 1833
- Gedichte, 1842
- Die Mondzügler, 1843

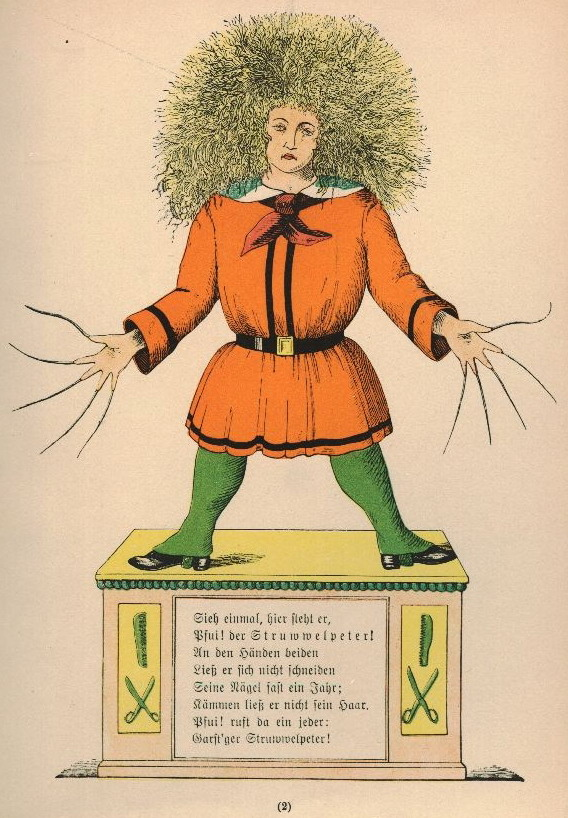
Heinrich Hoffmann: Der Struwwelpeter, 1858

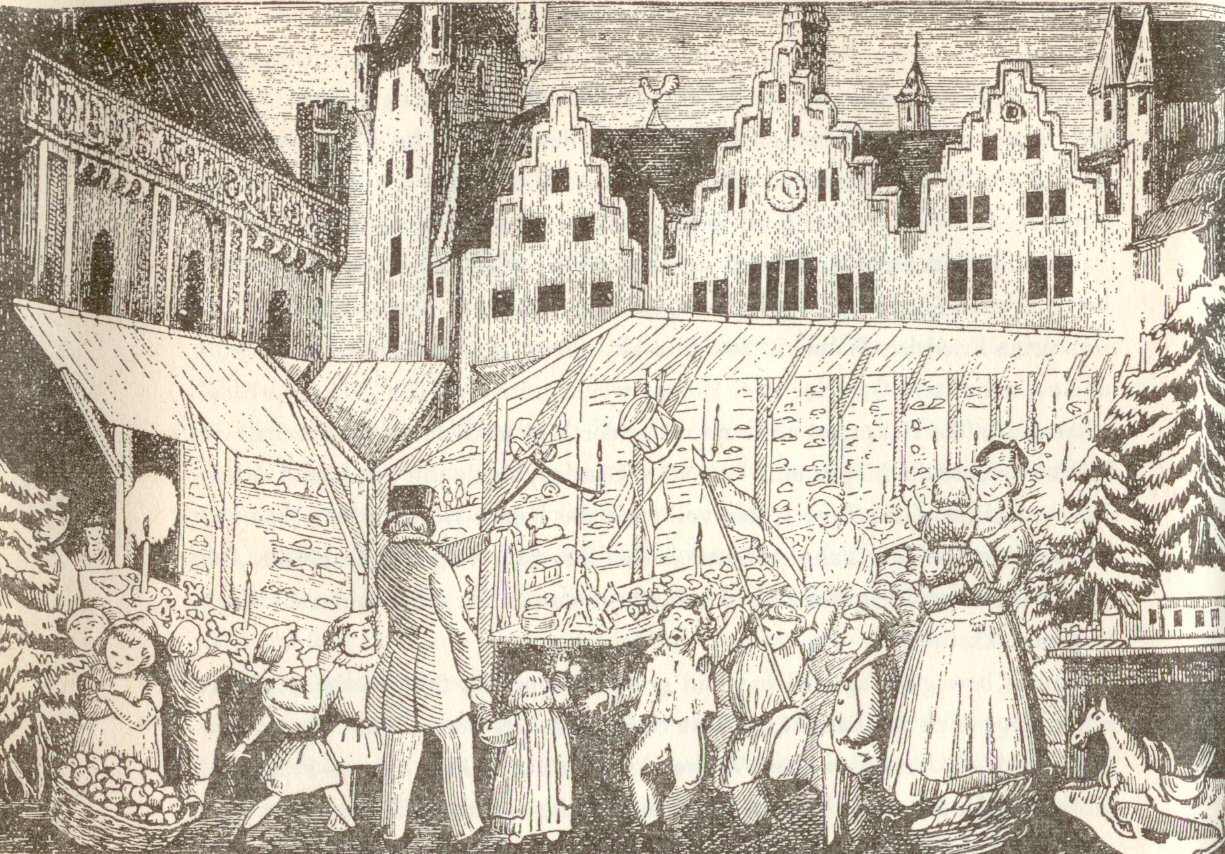
Heinrich Hoffmann, König Nußknacker und der arme Reinhold, 1851

- Lustigen Geschichten und drollige Bilder für Kinder von 3-6 Jahren, 1844.
- Handbüchlein für Wühler oder kurzgefasste Anleitung in wenigen Tagen ein Volksmann zu werden, 1848.
- Heulerspiegel. Mitteilungen aus dem Tagebuch des Herrn Heulalius von Heulenburg, 1849
- Der wahre und ächte Hinkende Bote (2 tomy), 1850 bis 1851
- König Nußknacker und der arme Reinhold, 1851
- Die Physiologie der Sinnes-Hallucinationen, 1851
- Bastian der Faulpelz, 1854
- Im Himmel und auf der Erde. Herzliches und Scherzliches aus der Kinderwelt, 1857
- Allerseelen-Büchlein, eine humoristische Friedhofsanthologie, 1858
- Beobachtungen und Erfahrungen über Seelenstörungen und Epilepsie in der Irrenanstalt zu Frankfurt, 1851-1858, 1859
- Der Badeort Salzloch, 1860
- Ein Liederbuch für Naturforscher und Ärzte, 1867
- Prinz Grünewald und Perlenfein mit ihrem lieben Eselein, 1871
- Auf heiteren Pfaden. Gesammelte Gedichte, 1873

### Książki z obrazkami
- Melodien zum Struwwelpeter
- Unterm Märchenbaum
- Kaspers lustige Streiche
- Die Insel Marzipan
- Der kleine ABC-Schütz
- Jung Purzelmann
- Lachende Kinder
- Höckchen-Döckchen

## Opracowania
- Hoffmann, Heinrich, in: Meyers Konversationslexikon, 4. Aufl. 1888, Bd. 8, S. 616
- Ursula Peters: »Drollige Geschichten und lustige Bilder«, Heinrich Hoffmanns Urmanuskript des »Struwwelpeter«, in: monats anzeiger. Museen und Ausstellungen in Nürnberg, August 2003, S. 2-3;

## Hoffmann w piosenkach
- 1998 – Grzegorz Turnau: Księżyc w misce – teksty utworów "Staś straszydło" i "Straszny przypadek z parasolem"